# Ibn Hamza al-Maghribi
Ali Ibn Walī Ibn Hamza al Maghribi, (en arabe : إبن حمزة المغربي)  aussi connu sous le nom d'Ibn Hamza al Jaza'iri est un mathématicien algérien du XVIe siècle, né à Alger entre 1554-1575en Algérie (Régence d'Alger) et mort vers 1611.

## Biographie
Ibn Hamza naît à Alger dans le courant du XVIe siècle,, d'un père algérien et d'une mère turque.[réf. nécessaire] Il étudie et mémorise dans sa jeunesse le Coran et une grande partie des hadiths, tout en montrant de grands talents en mathématiques. Quand il atteint l'âge de vingt ans, son père décide de l'envoyer à Constantinople chez sa famille maternelle pour étudier les mathématiques auprès des érudits de la capitale de l'Empire ottoman. Il passe ainsi une partie de sa vie à Constantinople durant le règne du calife ottoman Mourad III, où il devient rapidement un des experts des comptes au Diwan Ottoman. Sa double maîtrise des langues arabe et turque ottomane lui permet aussi de donner des cours aux enfants des écoles de Constantinople.
Ibn Hamza reste à Constantinople jusqu'à la mort de son père, date à laquelle il démissionne de ses fonctions pour retourner à Alger dans le souci de prendre soin de sa mère, devenue veuve. Une fois en Algérie, Ibn Hamza travaille dans les échoppes de son père quelque temps avant de décider de les revendre toutes ainsi que la maison familiale pour déménager avec sa mère à La Mecque pour effectuer son pèlerinage du Hajj et par la suite s'installer dans la ville.
À La Mecque, Ibn Hamza se fait remarquer par les cours de mathématique qu'il prodigue aux pèlerins. A cette époque, Ibn Hamzah se concentre surtout sur l'enseignement des problèmes et outils mathématiques qui peuvent servir les pèlerins au quotidien avec notamment des problèmes et jeux mathématiques qui tournent autour des questions d'héritage. Il rédige lors de son séjour à la Mecque, durant l'année hégirienne 999 (1591), son œuvre principale, un traité de mathématiques de 512 pages intitulé Tohfat al-a’dad li-dwi al-rusd we-al-sedad (littéralement en arabe : Le trésor des nombres pour qui est doté de raison et de bon sens) et rédigé principalement en Turc Ottoman (malgré un titre en Arabe). Ibn Hamza fait référence au début de son livre au traité de mathématique "Al-ma‘ûna" de Ibn al-Hâ’im (1352-1412), il remercie et cite de même de nombreux auteurs dans son ouvrage dont notamment Sinan bin Al-Fath, Ibn Yunus , Abu Abdullah bin Ghazi Al-Mankisi Al-Maghribi, Al-Kashi, Naseeruddin Al-Tusi, Al- Nasawi et de nombreux autres mathématiciens.
Lorsque le gouverneur ottoman apprend les divers travaux d'Ibn Hazam à La Mecque, il  lui propose de travailler au sein du Diwan Al-Mal, poste qu'il occupera pendant une quinzaine d'années. Il meurt vers 1611.
Il est possible que l’ouvrage d'Ibn Hamza ait connu un certain succès et ait circulé jusqu’en Égypte, où par ailleurs deux copies sont encore aujourd’hui conservées au Caire. Cependant, le fait qu'il rédige son œuvre en Turc et non en arabe fait que ce dernier est rapidement tombé dans l’oubli avant d'être redécouvert par l'épistémologiste turc Sâlih Zekî, en 1888 par hasard lorsque ce dernier acheta chez un bouquiniste du Grand bazar de Constantinople un ancien exemplaire du manuscrit d'Ibn Hamza,. Sâlih Zekî diffuse en premier l'hypothèse de la découverte des logarithmes par  Ibn Hazam en analysant son exemplaire du livre d'Ibn Hamza.

## Travaux

### Invention du logarithme
Selon une tradition historiographique répandue dans le monde arabe, ses travaux auraient conduit à découvrir la fonction logarithme vers 1591; soit 23 ans avant l'écossais John Napier, notoirement connu pour être l'inventeur de la fonction du logarithme népérien. Cette hypothèse repose initialement sur l'interprétation de Sâlih Zekî de la copie manuscrite de l'ouvrage d'Ibn Hamza, interprété a posteriori dans le monde arabe et ottoman comme jetant les bases de la fonction logarithmique. Zekî publie en 1913, un ouvrage en deux volumes sur l'histoire des sciences mathématiques, écrite en turc ottoman, Âsâr-ı Bâkiye (littéralement en turc Les vestiges qui restent), où figurent ses observations sur le rôle d'Ibn Hamza dans l'invention des logarithmes.
En effet, dans son ouvrage, Ibn Hamza établit une corrélation entre des nombres en progression géométrique et des nombres en progression arithmétique, corrélation qui serait un indice pour penser qu'il aurait probablement compris la notion de logarithme. Ces quelques lignes sur Ibn Hamza vont vite trouver une diffusion importante en particulier dans l'ouvrage La science chez les Turcs Ottomans d'Abdülhak Adnan Adıvar (en) qui affirme que, si  Ibn Hamza avait commencé l'étude de la progression par le 0 au lieu du 1, il aurait pu arriver à inventer les logarithmes. Dans le monde arabe, Qadrî Hâfidh Tûqân (1911-1971), professeur de mathématiques et homme politique palestinien, publie un livre Turâth al-‘arab  al-‘ilmî fî al-riyâdiyyâtwa al-falak (en arabe : Le patrimoine scientifique des Arabes en mathématiques et astronomie), ouvrage publié dans un cadre nationaliste arabe. Il y reprend les thèses turques d'une conceptualisation des logarithmes par Ibn Hamza. George Sarton, à la lecture de cet ouvrage, écrit que « l’idée de comparer et juxtaposer progressions arithmétique et géométrique était venue à beaucoup d’esprits occidentaux, (mais) que de cette comparaison aux logarithmes, il y avait encore un très grand fossé (il semble petit à nous qui connaissons les logarithmes, mais était très grand pour ceux qui avaient encore à les inventer) ».
Il est néanmoins utile de souligner que la majorité des commentateurs de cette controverse (Tuqân, Sarton, Hartner...) n'ont toutefois pas eu accès au texte initial de Ibn Hamza, ce qui n'empêche pas ces analyses de textes et ces observations de seconde main de connaître une diffusion accélérée dans les ouvrages et encyclopédies ces dernières années.
Pierre Ageron étudiant de façon superficielle une copie du manuscrit d'Ibn Hamza en turc ottoman, conservée à la bibliothèque Süleymaniye Kütüphanesi, et datée de l'année hégirienne 1013, met en évidence un exemple mettant en relation la progression géométrique et la progression arithmétique: les premiers écrits en chiffre arabe orientaux (۱ ۲ ٤ ۸ ۱٦ ۳۲ ٦٤ ۱۲۸) , et les seconds en chiffres alphabétiques (ا ب ج د ه و ز ح). Dans la marge est présente une figure qui donne deux graduations d’un même segment : une régulière au-dessus, et une graduation « logarithmique » en dessous. Mais, pour cette dernière, l'utilisation de chiffres alphabétiques et donc entiers, laisse penser qu'Ibn Hamza n'a pas pensé à insérer des non-entiers et aucun calcul approché de logarithme n'est recensé dans le manuscrit. Néanmoins on peut noter que, dans le texte en turc ottoman, où Pierre Agero repère les mots arabe us (exposant), dil‘ayn (deux côtés) et une suite des puissances de 2 en chiffres arabes orientaux et celle des exposants correspondants en chiffres alphabétiques, il n'a pas pu lire le texte même de l’ouvrage car ne maîtrisant pas le turc ottoman.

### Problème des quatre-vingt-un palmiers
« Un père meurt en laissant quatre-vingt-un palmiers à ses neuf fils. Le premier palmier produit une livre de dattes par an, le deuxième produit deux livres, et ainsi de suite jusqu’au quatre-vingt unième. Comment répartir les palmiers entre les héritiers de sorte que tous bénéficient du même nombre d’arbres et de la même récolte annuelle de dattes ? »

— Énoncé du problème tel que rapporté par Pierre Ageron
Son trésor des nombres est connu en Égypte et notamment célèbre pour le « problème des palmiers », posé par un savant indien qu’on nommait le Mollah Muhammad à l’occasion du grand pèlerinage à la Mecque de l’année 998 de l’Hégire (1590) à Ibn Hamza. Ce problème peut se résoudre au moyen d'un carré magique d'ordre n, dont les propriétés était encore connues au sein du monde musulman à l'époque comme le montre le traité rédigée par l’Égyptien Muhammad Shabrâmallisî au XVIIe siècle. Mais ce ne fut la solution proposée par Ibn Hamza qui en proposa plusieurs qu'il intégrera par la suite à la fin de son futur livre sous le nom du problème de la Mecque.

## Héritage et impact
Une startup  en e-Santé algérienne est baptisée en son nom, en hommage à ses travaux.